# Laughed Until We Cried
«Laughed Until We Cried» — песня американского кантри-певца Джейсона Алдина, вышедшая 1 августа 2007 года в качестве 2-го сингла из его второго студийного альбома Relentless (альбом Джейсона Олдина) (2007). Песню написали Эшли Горли и Kelley Lovelace. Продюсером был Майкл Нокс. Сингл достиг шестого места в кантри-чарте Hot Country Songs и стал пятым подряд синглом в Top-10 этого хит-парада.
Песня получила умеренные отзывы музыкальной критики и интернет-изданий, а сингл был сертифицирован в золотом статусе RIAA.

## Отзывы
Броди Верчер, рецензируя альбом для журнала Engine 145, сказал, что «текст [песни] достойный, но усталая формула не способна затронуть сердечные струны слушателя». Затем он говорит, что это может быть связано с вокалом Олдина. Кевин Джон Койн из Country Universe оценил песню на B+, сказав, что вокал Олдина немного перегружен, хотя он добавил, что «в остальном эта песня — хранитель».

## Чарты
| Чарт (2007—2008)                    | Высшая позиция |
| ----------------------------------- | -------------- |
| Канада (Billboard Canadian Hot 100) | 88             |
| США (Billboard Hot 100)             | 61             |
| США (Billboard Hot Country Songs)   | 6              |

## Итоговые годовые чарты
| Чарт (2008)                  | Позиция |
| ---------------------------- | ------- |
| US Country Songs (Billboard) | 35      |

## Сертификации
| Регион | Сертификация | Продажи |
| --- | ------------ | ------- |
| США (RIAA) | Золотой      | 500 000 |
| * Данные о продажах приведены только на основе сертификации. ^ Данные о тиражах приведены только на основе сертификации. |              |         |